# Bibliothèque municipale de Namsan

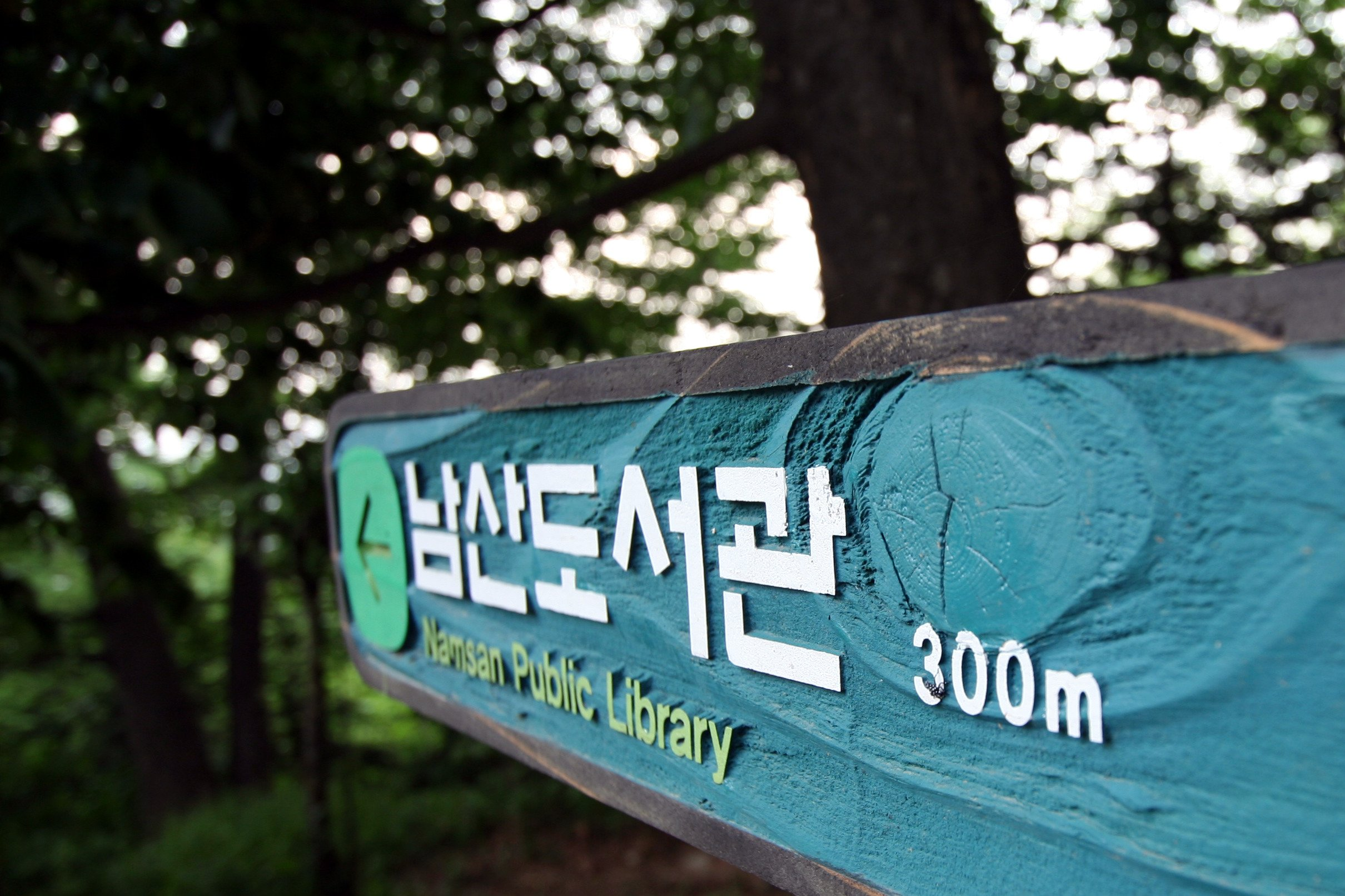

La bibliothèque municipale de Namsan est une bibliothèque municipale située à Yongsan-gu près du mont Namsan à Séoul en Corée du Sud. Depuis sa fondation le 22 octobre 1922 pendant l'occupation japonaise, la bibliothèque dispose de différents fonds comprenant des livres anciens, des livres historiques japonais aux livres relatifs à la technologie numérique contemporaine.

## Transports publics
La bibliothèque se trouve à 1 km de la station de métro de Myeong-dong. Plusieurs lignes de bus de Séoul (en) s'arrêtent devant la bibliothèque, dont les lignes 02, 03, 402 et 0014.

## Source de la traduction
- (en) Cet article est partiellement ou en totalité issu de l’article de Wikipédia en anglais intitulé « Namsan Public Library » (voir la liste des auteurs).